# Digital audio tape

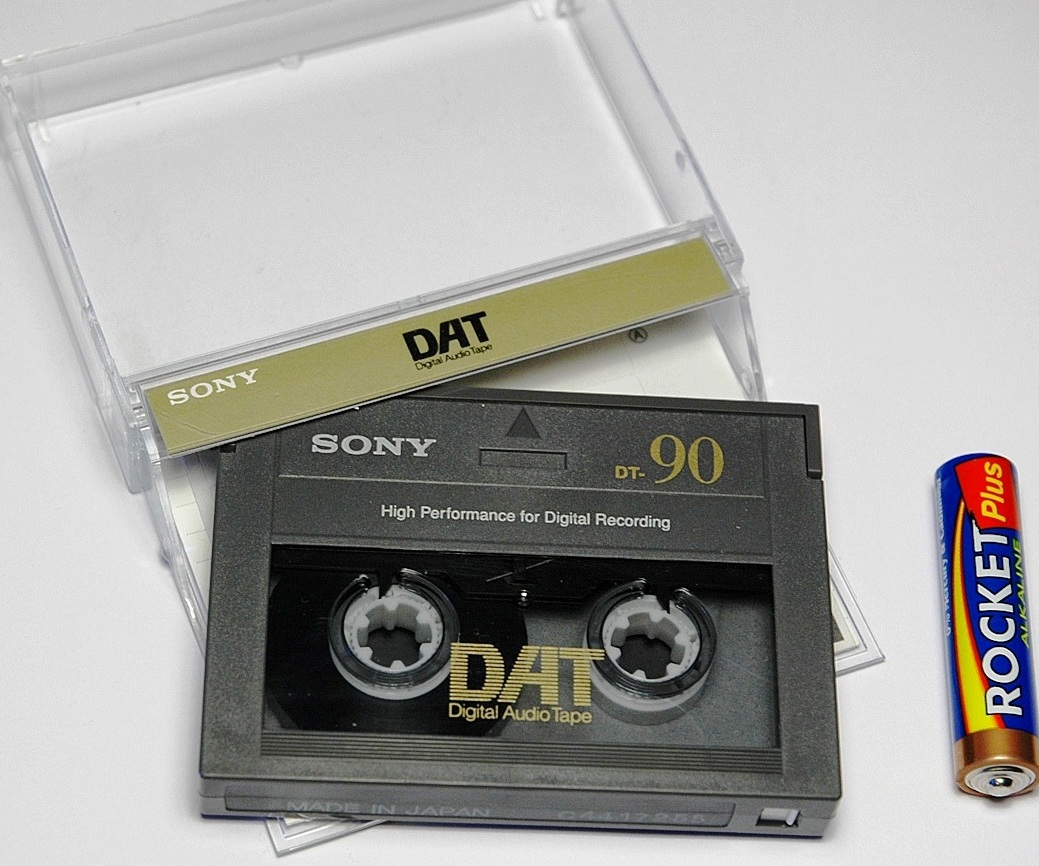
DAT-tape

De digital audio tape of dat (in het Engels: DAT) is een soort compact cassette-systeem dat werd geïntroduceerd door Sony in 1987.

## Geschiedenis
De digital audio tape was niet de eerste digitale audio-tape; pulscodemodulatie (PCM) werd gebruikt in Japan door Denon in 1972 voor de mastering en productie van analoge grammofoonplaten. Het eerste digitale PCM-formaat voor consumenten maakte eind jaren 1970 gebruik van de videoband, zoals Betamax en VHS, als opslagmedium.
De digital audio tape is in studio's en bij radiostations wel gebruikt, maar is nauwelijks tot de huiskamer doorgedrongen. Toen de minidisc uitkwam, is de consument voor een deel overgeschakeld op de goedkopere, maar kwalitatief minder goede, minidisc.
Eind 2005 maakte Sony bekend de productie van de digital audio tape te beëindigen. Sinds de introductie in 1987 zijn er ongeveer 660.000 dat-producten verkocht.
Digital audio tapes zijn nog wel relatief populair als back-upmedium voor computersystemen, de hiervoor gebruikte tape wordt DDS (Digital Data Storage) genoemd.

## Eigenschappen
De digital audio tape is kleiner dan het gewone cassettebandje. Er werd gebruikgemaakt van roterende koppen, net zoals bij een analoge videorecorder. Daarnaast heeft Philips een tegenhanger van de digital audio tape op de markt gebracht, onder de naam digital compact cassette (dcc).
Een digital audio tape is van hogere kwaliteit waarop tweekanaalsgeluid digitaal wordt opgeslagen, met als hoogste resolutie 16 bit, 48 kHz, 44,1 kHz (normale cd) en een apart tijdcodesignaal. Bij opname van  een analoge bron, bijvoorbeeld radio, kan voor een 'Long Play'-modus worden gekozen. Speel- en opnameduur verdubbelt dan doordat de bandsnelheid halveert. De bemonsteringsfrequentie is dan 32 kHz bij een 12 bit kwantisatie. Er bestaan ook apparaten die op een dat-cassette vier geluidskanalen kunnen zetten, of de resolutie verhogen (HHS) tot 24 bit, 88,2 en 96 kHz.

## Toepassingen

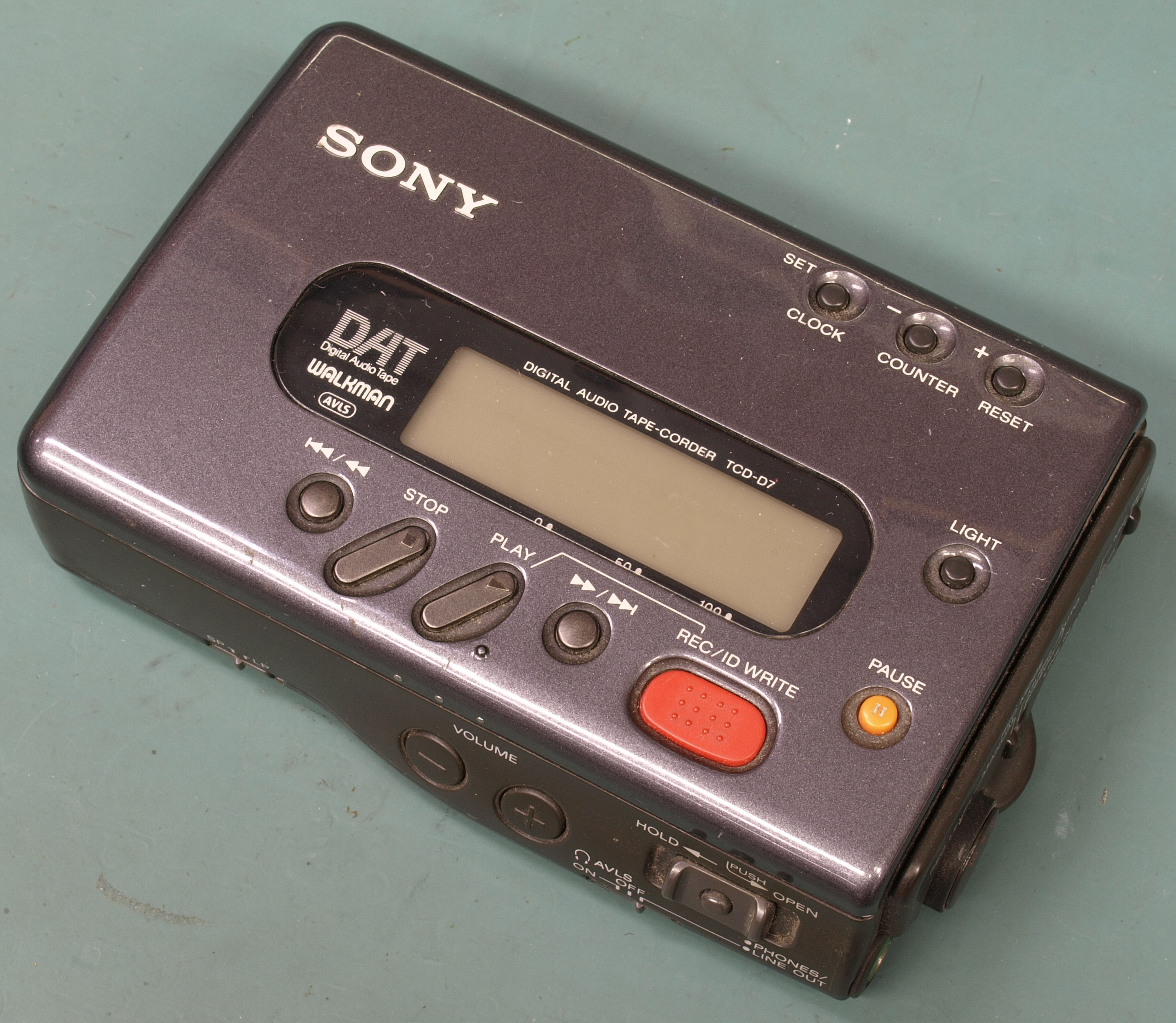
Een dat-walkman van Sony.

Het dat-formaat werd voornamelijk toegepast voor:
- Professionele opnamedoeleinden
- Voorbespeelde dat-cassettes
- Gebruik voor consumenten
- Opslag van computergegevens

## Kopieerbeveiliging
Dat-apparaten zijn voorzien van een kopieerbeveiliging, genaamd het Serial Copy Management System (SCMS). Dit systeem staat slechts een enkele kopie toe via een digitaal signaal. Hierna is het alleen mogelijk om te kopiëren via een analoge uitgang.
SCMS werd vooral toegepast voor de consumentensector, studio-apparatuur negeerde de SCMS-beperkingen. Tot aan de invoering van nieuwe wetten op het auteursrecht, dat elke vorm van ontduiking van de kopieerbeveiliging verbiedt, was er apparatuur die de SCMS-bits van de digitale datastroom naar 'kopieerbaar' zette, en hiermee de SCMS-beveiliging kon omzeilen.